# アレスV

アレスV (Ares V) は、アメリカ航空宇宙局 (NASA) のコンステレーション計画で使用される予定だった2段式の貨物打ち上げ用使い捨て型ロケットである。当初は貨物ロケット (CaLV) と呼ばれていた。ギリシャ神話から名づけられ、英語の発音はエアリーズ-ファイブに近い。
2019年の初打ち上げを目指して開発することが計画されていたが、コンステレーション計画の中止に伴い開発が中止された。アレスVに代わるロケットとしては、後にスペース・ローンチ・システム (SLS) が開発されている。

## コンステレーション計画におけるアレスVの位置付け
アレスVは有人飛行用のアレスIを補完する目的の、貨物打ち上げ用大重量打ち上げ機 (HLV) であり、国際宇宙ステーション (ISS) の新しいモジュールを打ち上げたり、月面着陸や基地建設のための大型の機材（アルタイル月面着陸機等）や資材を月へ送ったり、将来の火星探査用の打ち上げ機となることも目的として計画されていた。
月ミッションを行なう場合には、先にアレスVが第2段の地球離脱段（Earth Departure Stage, EDS）とそれに搭載されたアルタイル月面着陸機を、地球低軌道に投入する。この後、アレスIでオリオン宇宙船が同じ軌道に打ち上げられる。地球離脱段、アルタイル月着陸機とオリオン宇宙船がランデブーしドッキングした後、再度地球離脱段のロケットエンジンに点火して、一体となって月への軌道に向かう計画であった。アレスVは、アメリカのサターンVや旧ソ連のエネルギア以上の188トンの貨物を地球低軌道 (LEO) に、71トンを月周回軌道に投入できる能力を持つ予定であった。
従来の有人宇宙計画に使われたサターンVやスペースシャトルでは、人員と貨物が同じロケットに乗せられていたが、コンステレーション計画では、目的別にアレスIとアレスVという異なる2種類の打ち上げ機を使用する予定であった。異なる打ち上げ機材を用意することで、それぞれの目的に対しより特化した設計を行なうことができるからである。
また、コンステレーション計画以外の目的に使う計画もあった。最初の提案は、地球と太陽のラグランジュ点 (L2) に、直径8m以上の新しい光学宇宙望遠鏡を設置するものである。これは大きさも性能もハッブル宇宙望遠鏡を大幅に上回るものだが、アレスVならばサターンVがスカイラブを打ち上げたように1回の打ち上げで設置することができる。

## 設計
アレスVは、1段目に固体燃料ロケットブースターとRS-68液体燃料エンジンを、2段目 (EDS) にJ-2X液体燃料エンジンを使用する、2段式ロケットである。
固体ロケットブースタは、スペースシャトルでは4セグメントで使用しているものを5セグメント（又は、5.5セグメント）に変更・延長したものを2基使用する。主エンジンのRS-68は、6基をスペースシャトル外部燃料タンク (ET) を大型化したものに取り付けて使用する。当初NASAは主エンジンに、スペースシャトル主エンジン (SSME) を使用するつもりだったが、RS-68の比較的簡易な設計、大推力能力、低価格性を考慮し、RS-68を選定した。
第2段は、サターンIBやサターンVに使われたS-IVB上段ロケットを基にしており、地球離脱段（Earth Departure Stage, EDS） としても知られる。アレスIの第2段にも使われるJ-2Xロケットエンジン1基を使用しており、アルタイル月面着陸機や大型ペイロードを周回軌道に投入する役割を持つ。
さらにアルタイル月面着陸機を基にしたキックモーター（もしくはセントールとも言う）を用いることで、ガリレオ探査機とカッシーニ・ホイヘンス探査機を合わせたほどの重さの宇宙探査機を、直接太陽系外周部へ送り出すこともできる。
ロケット全体や第2段の開発はマーシャル宇宙飛行センターが、ペイロードフェアリングに取り付ける自己診断システムはエイムズ研究センターが、月着陸機の着陸段、アレスVの電力システム、推力偏向制御システム、ペイロードフェアリングの開発はグレン研究センターが、空力解析はラングレー研究センターが担当していた。

## 初期の案
アレスVがNASAに全く新しい案として出される前から、アレスVのようなサターンVの後継となる大型ロケットは、長年提案されてきた。The Case for Marsという本の中で、ロバート・ズブリンは将来の大型打ち上げ機の構想をアレスと名付けていた。本の中のロケットは、スペースシャトルの外部燃料タンクに3基のSSMEを取り付け、2段目にはRL-10エンジンを使用していた。